# Miquel Forrellad Solà
Miquel Forrellad Solà (Sabadell, 18 d'abril de 1922 - Barcelona, 12 de novembre de 2006) fou un advocat i directiu financer català, germà d'Antoni Forrellad i Solà.

## Biografia
Fou bibliotecari del Col·legi d'Advocats de Sabadell del 1957 al 1967. El 2002 va rebre la Creu de Sant Jordi en reconeixement del conjunt de la seva tasca professional i cívica, que ha influït en el progrés de la ciutat de Sabadell i el seu paper destacat a Catalunya. Des del seu càrrec com a director general de la Caixa d'Estalvis de Sabadell va impulsar valuoses iniciatives de caràcter social, econòmic i cultural, a més de contribuir a la normalització del català durant el franquisme.

## Obres
- De Sant Sebastià i del camp.Sabadell. 1955. Fundació Bosch i Cardellach.
- Disputacions sobre matèries incertes en el món de l'estalvi. Sabadell. 1978. Fundació Bosch i Cardellach.
- El draper Guillem Borriana, clavari de la vila de Sabadell.Sabadell.1983. Fundació Bosch i Cardellach.
- Cristòfol Calvet d'Estrella, encara. Sabadell.1984-1986. Fundació Bosch i Cardellach.
- La publicació dels "Anales de la villa de Sabadell" de Bosch i Cardellach. Amb la col·laboració de Joan Alsina Giralt. Sabadell. 1993. Fundació Bosch i Cardellach.
- Un agent del Papa Benet XIII: el sabadellenc Margarit Esmenard executat a Avinyó l'any 1411 . Sabadell. 1995. Fundació Bosch i Cardellach.
- Manual de Francesc Ajac, notari de Sabadell, 1400-1402. (1998)